# قشلاق قرة درة اسمخان صفر كندي (مقاطعة بيله سوار)
قشلاق قرة درة اسمخان صفر کندي (بالفارسية: قشلاق قره دره اسمخان صفرکندی) هي منطقة سكنية تقع في إيران في أردبيل. يقدر عدد سكانها بـ 41 نسمة .